# Tympanis saligna
Tympanis saligna är en svampart som beskrevs av Tode 1790. Tympanis saligna ingår i släktet tuvskålar och familjen Helotiaceae.  Arten är reproducerande i Sverige. Inga underarter finns listade i Catalogue of Life.